# Општина Либлинг (Тимиш)
Либлинг (рум. Liebling) општина је у Румунији у округу Тимиш.
Oпштина се налази на надморској висини од 93 m.